# Stewart Shapiro
Stewart D. Shapiro és un catedràtic de Filosofia de la Universitat Estatal d'Ohio i professor visitant regular a la Universitat de Saint Andrews a Escòcia. Figura contemporània important de la filosofia de les matemàtiques en la qual defensa una versió de l'estructuralisme. Va estudiar Matemàtiques i Filosofia a la Universitat de Case Western Reserve. Posteriorment, va obtenir el seu Master en Matemàtiques amb Distinció a la Universitat de Nova York a Buffalo el 1975. Tres anys després va obtenir el seu Doctorat en el mateix lloc. En aquests anys, juntament amb John Corcoran -el seu director de tesi, va començar la seva fascinació per la lògica de segon ordre. També ha estat condecorat com O'Donnell Professor of Philosophy .

## Llibres
- Foundations without Foundationalism: A Case for Second-Order Logic. Oxford University Press, 1991.
- Philosophy of Mathematics: Structure and Ontology. Oxford University Press, 2000.
- Thinking about Mathematics: The Philosophy of Mathematics. Oxford University Press, 2000.
- Vagueness in Context. Oxford University Press, 2006.